# Iglesia de São Sebastião dos Capuchinhos
El Santuario Basílica Matriz de São Sebastião dos Capuchinhos es una iglesia católica ubicado en la rúa Haddock Lobo, en el barrio de Tijuca, en la ciudad de Río de Janeiro, Brasil. Anteriormente, ocupaban una iglesia colonial ubicada en la cima del morro do Castelo.

## Historia
La primera iglesia dedicada a São Sebastião se construyó en 1567 y tuvo poca vida. Se construyó en madera por orden de Estácio de Sá cerca del Pan de Azúcar, en la zona que actualmente es Praia Vermelha, a poca distancia del morro Cara de Cão (donde hoy se encuentra la Fortaleza de São João). A la muerte de Estacio de Sá, en 1567, su cuerpo fue enterrado en esta iglesia. No se sabe cuándo desapareció esa construcción que fue abandonada cuando Mem de Sá decidió trasladar la ciudad al morro do Castelo.
La actual iglesia empezó a ser construida en el morro do Castelo en 1568 bajo el gobierno de Salvador Correia de Sá sin embargo se interrumpió cuando éste dejó el cargo reasumiéndose a su retorno al mismo en 1578 y concluyendo en 1583. En ese año, se trasladaron a esta nueva iglesia los restos de Estacio de Sá. 
Durante muchos años, la iglesia de São Sebastião fue el centro de la ciudad. No obstante, con la expansión de la ciudad y el crecimiento de su población se fueron creando nuevas iglesias generando que, para 1659, se encontrase en mal estado llegando a plantearse su demolición, trasladándose la sede de la ciudad a la iglesia de São José siendo el mismo rey rey João V quien ordenó que se mantuviera la iglesia en pie aunque autorizó que la catedral fuera trasladada definitivamente a la iglesia de la Santa Cruz dos Militares.
En 1842, los frailes capuchinos de la Orden Franciscana se hicieron cargo del templo. A pesar de tener presencia en Brasil desde el siglo XVIII, no contaban con un lugar dónde establecerse definitivamente. En 1720, se les cedió la capilla del morro de Conceição. En 1725, se les traslado ala iglesia del Hospicio y de allí a la ermita de Nuestra Señora del Destierro. En 1739 se trasladaron a una casa frente al Hospicio de Jerusalén y Nuestra Señora del Olivo, donde permanecieron 68 años. Esta residencia estaba situada en la actual Rua Evaristo da Veiga (donde hoy está el Cuartel de la Policía Militar), calle que adoptó el nombre de «Barbonos» porque los religiosos eran barbudos.
En 1808, se vieron obligados a mudarse de nuevo, ya que su casa fue cedida a los carmelitas porque su convento había sido ocupado para alojar a la familia real portuguesa, que había llegado aquí huyendo de las invasiones napoleónicas. Entonces fueron a las casas de los peregrinos de Nuestra Señora de la Gloria, y luego se trasladaron a la iglesia de San Antonio de los Pobres, en la Rua dos Inválidos, donde permanecieron poco tiempo, ya que algunos frailes se retiraron al interior de Brasil y otros volvieron a Italia.
En 1840, el gobierno imperial los invitó a establecerse nuevamente en Río de Janeiro y, en 1842, se instalaron definitivamente en el morro do Castelo y se hicieron cargo de la iglesia de São Sebastião que estaba en estado ruinoso a pesar de que en su interior se encontraban el hito de fundación de la ciudad y la tumba del fundador y primer gobernador Estácio de Sá. En 1861, tras una tormenta que casi derrumba la iglesia, fue objeto de reparación que la sostuvo hasta 1921 cuando el gobierno de la república decidió demoler todo el morro do Castelo. 
Tras la demolición, los frailes capuchinos se mudaron a la actual iglesia en el barrio de Tijuca.